# Richard E. Abrahamson
Richard Earnest Abrahamson (ur. 26 kwietnia 1923 w La Grande w stanie Oregon; zm. 28 lipca 2004) – amerykański działacz religijny, sekretarz-skarbnik Watch Tower Bible and Tract Society of Pennsylvania, oficyny wydawniczej Świadków Jehowy. Przez ponad ćwierć wieku pełnił funkcję koordynatora Biura Oddziału Świadków Jehowy w Danii.

## Życiorys

### Służba w młodym wieku
Urodził się w mieście La Grange, miał starszego brata i siostrę. Pod koniec lat 20. XX wieku w mieście tym działała niewielka grupa Badaczy Pisma Świętego do której należało kilka kobiet i dzieci. W roku 1924 jego matka, Fannie Abrahamson, nawiązała kontakt z członkami tego wyznania. W roku 1933 podczas kampanii rozpowszechniania broszury Kryzys po raz pierwszy samodzielnie wyruszył do pracy od domu do domu. W sierpniu 1933 roku został ochrzczony. Gdy w 1939 roku grupę w La Grange przekształcono w zastęp (zbór) sługą zastępu został kaznodzieja pełnoczasowy Warren Henschel (brat Miltona G. Henschela), a Richard E. Abrahamson prowadził „studium Strażnicy”. Gdy Warren Henschel został zaproszony do Biura Głównego Świadków Jehowy, został w jego miejsce mianowany sługą zastępu.

### Służba w Biurze Głównym
1 września 1940 roku podjął służbę pełnoczasową. Działalność kaznodziejską prowadził w środkowej i północnej części stanu Waszyngton. Wiosną 1941 roku usługiwał jako sługa zastępu w mieście Wenatchee. W sierpniu 1941 roku otrzymał zaproszenie do Biura Głównego w Brooklynie. 27 października 1941 roku rozpoczął pracę w dziale ekspedycji podlegającym nadzorcy drukarni, Nathanowi H. Knorrowi. W lutym 1942 roku wziął udział w Zaawansowanym Kursie Służby Teokratycznej. Następnie został przeniesiony do Działu Służby, nadzorującego działalność Świadków Jehowy w Stanach Zjednoczonych. Latem 1942 roku uczestniczył w kursie przygotowującym do przeprowadzania wizyt sług pełnoczasowych w zastępach (zborach). W 1944 roku wraz z innymi pracownikami Działu Służby został skierowany na 6 miesięcy do odwiedzania zborów w stanach Delaware, Maryland, Pensylwania i Wirginia. Następnie przez kilka miesięcy odwiedzał zbory w stanach Connecticut, Massachusetts i Rhode Island.
Po powrocie do Biura Głównego pomagał prezesowi Towarzystwa Strażnica Nathanowi Knorrowi i jego sekretarzowi Miltonowi Henschelowi oraz pracował w Biurze Skarbnika Towarzystwa Strażnica nadzorowanym przez Williama E. Van Amburgha i jego sekretarza Granta Suitera. W roku 1946 Richardowi E. Abrahamsonowi powierzono nadzorowanie kilku biur w Betel.

### Służba zagraniczna
W styczniu 1948 roku poślubił współwyznawczynię Julię oraz opuścił Betel i wspólnie podjęli służbę pionierską. We wrześniu 1949 roku ponownie otrzymał zaproszenie do pracy w obwodzie w północno-zachodniej części stanu Wisconsin. W 1950 roku organizował kwatery dla uczestników zgromadzenia pod hasłem „Rozrost Teokracji”, które odbyło się na stadionie Yankee w Nowym Jorku – uczestniczyło w nim 123 707 osób, w tym delegaci z 67 krajów. Następnie dalej pracował w obwodzie do otrzymania zaproszenia do 20 klasy Szkoły Gilead w roku 1952. Po ukończeniu szkoły w roku 1953 został skierowany do pracy w okręgu na południu Wielkiej Brytanii, którą pełnił blisko rok.
Następnie został skierowany do Biura Oddziału w Danii, gdzie od 9 sierpnia 1954 roku został koordynatorem oddziału przez następne 26 lat. W tym czasie w Danii latem 1957 roku oddano do użytku nową siedzibę Biura Oddziału, w której znajdowała się drukarnia Towarzystwa Strażnica co umożliwiło produkcję literatury biblijnej w Danii. W roku 1961 w Kopenhadze zorganizowano międzynarodowe zgromadzenie pod hasłem „Zjednoczeni wielbiciele”, w którym uczestniczyło 33 513 osób, w tym delegaci z przeszło 30 krajów oraz największe zgromadzenie Świadków Jehowy w Skandynawii, które odbyło się w roku 1969 pod hasłem „Pokój na ziemi”, a uczestniczyły w nim 42 073 osoby.
W 1963 roku Richard E. Abrahamson otrzymał zaproszenie do 38 klasy Szkoły Gilead. Dziesięciomiesięczne szkolenie w tej klasie było przeznaczone dla pracowników biur oddziałów. Po ukończeniu kursu powrócił do swoich obowiązków w Danii oraz otrzymał zadanie odwiedzania Biur Oddziałów w zachodniej i północnej Europie w charakterze nadzorcy strefy. Później jako nadzorca strefy odwiedzał kraje Afryki Zachodniej i na Karaibach.

### Powrót do Biura Głównego
W listopadzie 1980 roku otrzymał zaproszenie do Biura Głównego, gdzie wraz z żoną przeprowadził się na początku stycznia 1981 roku. Początkowo został przydzielony do Działu Redakcyjnego, następnie organizacyjnie wspierał Dział Plastyczny, który później nadzorował przez 9 lat. W roku 1992 rozpoczął pracę w Komitecie Wydawniczym Ciała Kierowniczego i został przeniesiony do Biura Skarbnika.
W 2000 roku został mianowany sekretarzem-skarbnikiem Watch Tower Bible and Tract Society of Pennsylvania, oficyny wydawniczej Świadków Jehowy. 6 października 2001 roku w Sali Zgromadzeń Świadków Jehowy w Jersey City w stanie New Jersey był jednym z mówców podczas 117 dorocznego zgromadzenia statutowego Pensylwańskiego Towarzystwa Biblijnego i Traktatowego – Strażnica. 9 marca 2002 roku był również mówcą podczas programu przeprowadzonego z okazji wręczenia dyplomów absolwentom 112 klasy Szkoły Gilead.
Jego relacje i wspomnienia zostały wykorzystane w filmach dokumentalnych Towarzystwa Strażnica: „Świadkowie Jehowy – historia żywej wiary, część 1: Z ciemności ku światłu” (2010) oraz „Świadkowie Jehowy – historia żywej wiary, część 2: Niech zajaśnieje światło” (2011). Zmarł w wieku 81 lat.